# Muzeum Czynu Niepodległościowego

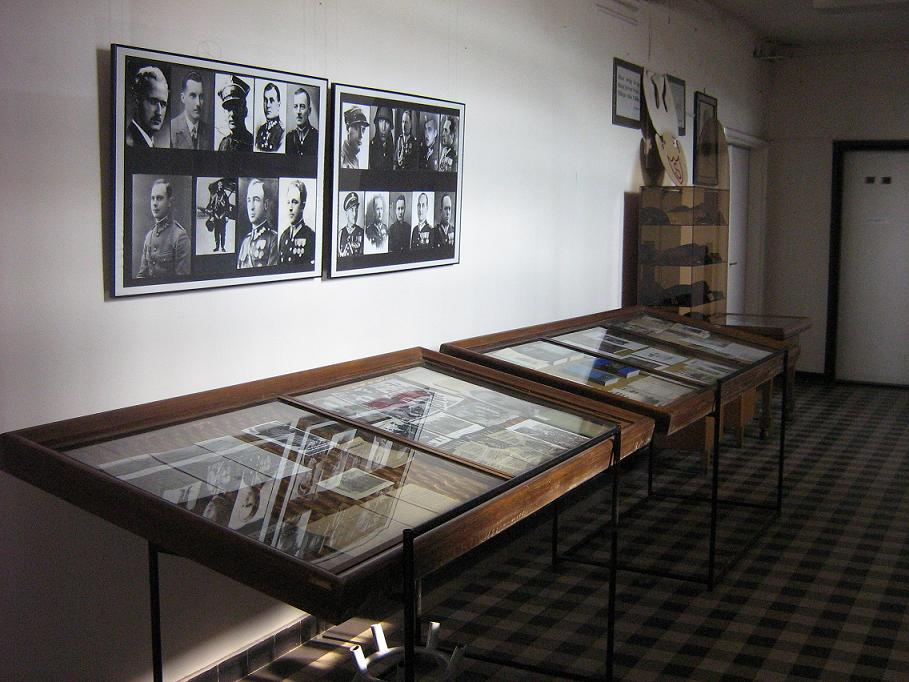
Ekspozycja na korytarzu na 3 piętrze Muzeum, poświęcona oficerom WP w II RP.

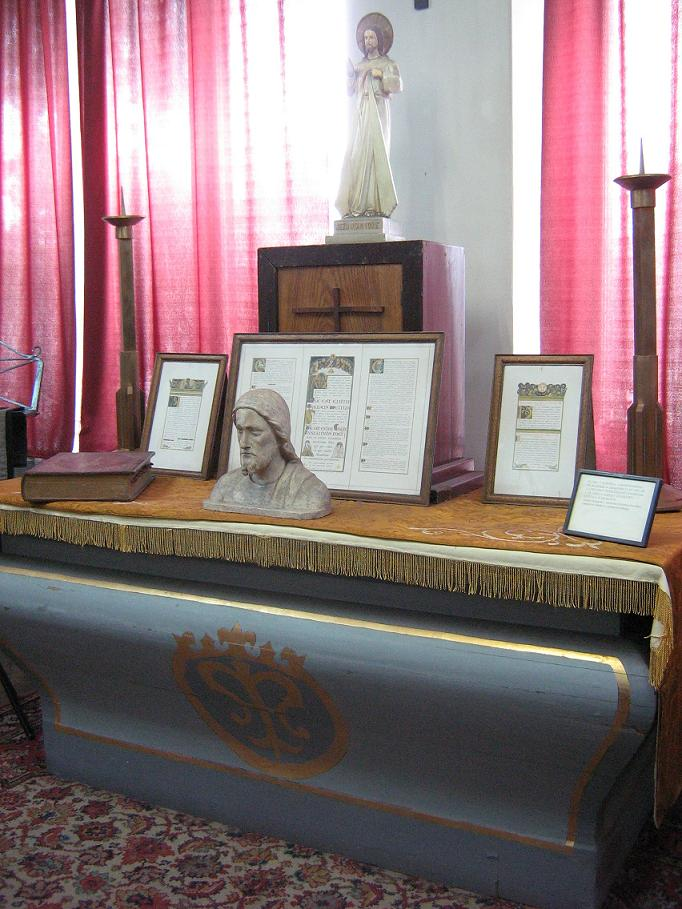
Ołtarz z kościoła garnizonowego pw. św. Agnieszki w Krakowie'

Muzeum Czynu Niepodległościowego – dawne muzeum mieszczące się w Domu im. Józefa Piłsudskiego w Krakowie, na Oleandrach, w miejscu, z którego 6 sierpnia 1914 roku wyruszyła do Królestwa Polskiego Pierwsza Kompania Kadrowa Józefa Piłsudskiego.

## Historia
Muzeum Powołane zostało do życia uchwałą Pierwszego Zjazdu Legionowego 6 sierpnia 1922 roku. Uroczyste otwarcie Domu nastąpiło w 1934 roku. Od tego momentu rozpoczęło się gromadzenie w salach pamiątek związanych z Czynem Niepodległościowym. W 1936 w sali „Kadrówki” wyeksponowano pierwszy zbiór pamiątek po Legionistach natomiast w sali „Honorowej” urny, z których ziemia została złożona w Kopcu Józefa Piłsudskiego na Sowińcu.
6 sierpnia 1939, w rocznicę Czynu Zbrojnego Legionów, po uroczystościach na Krakowskich Błoniach, Muzeum zwiedził Marszałek Polski Edward Śmigły-Rydz.
W dalszym rozwoju Muzeum przeszkodził wybuch II wojny światowej. Wówczas Dom im. Józefa Piłsudskiego został odebrany Związkowi Legionistów Polskich, a sam Związek zdelegalizowany. Do momentu wkroczenia wojsk niemieckich do Krakowa wszystkie eksponaty zostały usunięte z Muzeum i ukryte w kościołach, klasztorach i prywatnych mieszkaniach. Mimo tego, że oficjalnie Muzeum nie istniało, eksponaty były w dalszym ciągu gromadzone.
Podczas XLV Zjazdu Legionistów oraz ich rodzin, w obecności ówczesnego metropolity krakowskiego kard. Karola Wojtyły, poinformowano zebranych o działalności Muzeum od dnia wybuchu II wojny światowej. Delegaci w uchwale zobowiązali się do dalszego gromadzenia, poszukiwania i ochrony pamiątek po legionistach oraz przekazywania ich do Muzeum, jednakże o zwrocie siedziby w dalszym ciągu nie było mowy. Dopiero wydarzenia związane z „Solidarnością” zapaliły światełko nadziei dla Muzeum. Jednakże wprowadzenia stanu wojennego ponownie pokrzyżowało wszystkie plany władz Muzeum.
Zjazd Legionistów obradujący we wrześniu 1989 roku zobowiązał ówczesnego komendanta naczelnego Związku Legionistów Polskich, legionistę pułkownika Stefana Migdała do prawnego sfinalizowania spraw Muzeum. W porozumieniu z minister Kultury i Sztuki Izabellą Cywińską opracowany został Statut Muzeum. 30 kwietnia 1990 roku na stanowisko dyrektora Muzeum Czynu Niepodległościowego powołana została Zofia Korczyńska, zasłużona działaczka opozycji niepodległościowej, kawaler orderu Virtuti Civili. Powołana została również Rada Muzeum z legionistą majorem Władysławem Ochońskim.
Dom im. Józefa Piłsudskiego powrócił w posiadanie Związku Legionistów Polskich 1 stycznia 1991 roku. 3 sierpnia tegoż roku, w 69 lat od powołania do życia Muzeum, jego ekspozycja stała została ponownie otwarta.

## Zamknięcie
Od 2012 Związek Legionistów Polskich znajdował się w sporze z miastem Krakowem o budynek muzeum, pod którego to budowę działkę przekazało miasto jeszcze w 1922. Władze Krakowa przystąpiły na drogę sądową w celu uzyskania zadośćuczynienia z tytułu bezprawnego korzystania z budynku, a także chcąc odzyskać samą nieruchomość. W marcu 2020 sąd rejonowy w Krakowie wydał wyrok, na mocy którego nieruchomość ma zostać zwrócona miastu w ciągu 2 miesięcy, a ponadto Związek ma zapłacić za bezumowne użytkowanie budynku od października 2012 do końca listopada 2016 ponad 995 tys. Miasto ma plan wykorzystać budynek jako centrum działalności krakowskich organizacji kombatanckich i patriotycznych.
Jednocześnie w 2018 kontrolę w muzeum zleciło Ministerstwo Kultury i Dziedzictwa Narodowego jako nadawca regulaminu placówki. W czasie kontroli wykazano wiele uchybień w przechowywaniu, katalogowaniu i prezentowaniu zbiorów, a także dostrzeżono rażące trudności w udostępnianiu kolekcji szerszej publiczności. Muzeum otrzymało zalecenia pokontrolne, których jednak nie zrealizowało z powodu braku środków finansowych. Na początku listopada 2018 komendant naczelny Związku Krystian Waksmundzki oraz dyrektor Muzeum Narodowego w Krakowie Andrzej Betlejem podpisali list intencyjny w sprawie przejęcia kolekcji i obiektu przez MNK z zamiarem utworzenia tam oddziału pod taką samą nazwą wraz z kolegium doradczym, w którym mieli zasiadać członkowie Związku. Do podpisania umowy przejęcia jednak nigdy nie doszło.
Na początku kwietnia 2019 MKiDN wszczęło z urzędu postępowanie administracyjne w sprawie zakazu dalszej działalności Muzeum Czynu Niepodległościowego ze względu na niewywiązanie się ustaleń i niezrealizowania zaleceń pokontrolnych. W maju 2020 minister MKiDN Piotr Gliński zakazał dalszej działalności placówki i nakazał przekazać wszystkie zbiory w depozyt Muzeum Narodowemu w Krakowie z rygorem natychmiastowej wykonywalności, ze względu na interes społeczny.
Na zlecenie ministra kultury, urzędnicy wojewody małopolskiego w asyście policji weszli 13 kwietnia 2023 do budynku Muzeum Czynu Niepodległościowego na krakowskich Oleandrach i przejęli znajdujące się tam zbiory.

## Zbiory
Dawne ekspozycje w głównych salach:
- Sala „Kadrówki” – ekspozycja poświęcona Marszałkowi Józefowi Piłsudskiemu
- Sala „Honorowa” – ekspozycja poświęcona Marszałkowi Edwardowi Śmigłemu-Rydzowi, jedyna na świecie ekspozycja poświęcona wyłącznie jego osobie
- Sala im. ks. bp. gen. Władysława Bandurskiego – ekspozycja poświęcona duszpasterstwu wojskowemu, najbogatsza ekspozycja poświęcona temu zagadnieniu w Polsce
- Sala im. dr. Stanisława Korczyńskiego – ekspozycja poświęcona II wojnie światowej, Polskim Siłom Zbrojnym biorącym w niej udział, a także „D-day”.
- Sala „Sztandarowa” – zgromadzone są w niej oryginalne sztandary Legionowe, a także oddziałów Związku Legionistów Polskich oraz Federacji Polskich Związków Obrońców Ojczyzny.
- Sala im. gen. Tadeusza Kasprzyckiego – pamiątki po Legionistach oraz eksponaty związane z Czynem Bojowym Legionów Polskich podczas I wojny światowej.
- Sala im. gen. Emila „Nila” Fieldorfa – ekspozycja dotycząca Polskiego Państwa Podziemnego
- Sala „Solidarność” z ekspozycją poświęconą opozycji politycznej w latach PRL oraz stanowi wojennemu
- Sala im. gen. Kazimierza Sosnkowskiego – ekspozycja poświęcona historii Kopca Józefa Piłsudskiego na Sowińcu

Ponadto w Muzeum znajdowały się inne, mniejsze ekspozycje. Wśród nich między innymi:
- Katyń
- Skauting i Harcerstwo
- Związek Legionistów Polskich
- Pomnik Józefa Piłsudskiego i Czynu Niepodległościowego
- Wojsko Polskie (II RP)
- Dom im. Józefa Piłsudskiego

Na korytarzach Muzeum eksponowane były także liczne mundury oraz elementy wyposażenia żołnierzy i oficerów. Muzeum Czynu Niepodległościowego posiadało również liczny księgozbiór.

## Działalność
W budynku Muzeum miały swoją siedzibę liczne organizacje:
- Związek Legionistów Polskich,
- Federacja Polskich Związków Obrońców Ojczyzny,
- Instytut Historyczny im. Józefa Piłsudskiego w Kraju,
- Archiwum Czynu Niepodległościowego,
- Naczelny Obywatelski Komitet Uczczenia Pamięci Józefa Piłsudskiego,
- Naczelny Obywatelski Komitet Uczczenia Pamięci Edwarda Śmigłego-Rydza.

Organizowane były tu także konferencje naukowe i wykłady. Co roku 12 maja, w rocznicę śmierci Marszałka Józefa Piłsudskiego, odbywał się Ogólnopolski Zjazd Szkół noszących imię Józefa Piłsudskiego oraz identyfikujących się z Ideą Niepodległościową.